# Christian Dyot
Christian Dyot (* 24. Februar 1959) ist ein ehemaliger französischer Judoka. Er war 1980 Olympiafünfter.

## Sportliche Karriere
Der 1,70 m große Christian Dyot kämpfte im Leichtgewicht, der Gewichtsklasse bis 71 Kilogramm. 1977 gewann er eine Bronzemedaille bei den Junioreneuropameisterschaften. 1979 gewann er seinen ersten französischen Meistertitel. Bei den Mittelmeerspielen 1979 erkämpfte er eine Bronzemedaille. Bei den Weltmeisterschaften 1979 in Paris unterlag er im Viertelfinale dem Italiener Ezio Gamba. Nach einem Sieg in der Hoffnungsrunde über Rómulo Alvarez aus Venezuela verlor Dyot den Kampf um Bronze gegen den Briten Neil Adams. Bei den Olympischen Spielen 1980 in Moskau unterlag er in seinem zweiten Kampf Ezio Gamba. Mit zwei Siegen in der Hoffnungsrunde erreichte Dyot den Kampf um Bronze, den er gegen den Mongolen Rawdangiin Dawaadalai verlor.
1982 gewann Dyot noch einmal den französischen Meistertitel. Bei den Europameisterschaften 1982 erreichte Dyot dem Kampf um Bronze, den er gegen Stanislav Tůma aus der Tschechoslowakei verlor. 1984 siegte Christian Dyot beim Tournoi de Paris, bei den französischen Meisterschaften unterlag er im Finale seinem Bruder Serge Dyot, der dann auch bei den Olympischen Spielen in Los Angeles für Frankreich antrat.